# Ystad 7 oktober 2002
Ystad 7 oktober 2002 är en EP av bob hund som släpptes på vinyl den 30 juni 2004. Vinylen trycktes i 1000 exemplar och är en liveinspelning från en konsert på Konstmuseet i Ystad den 7 oktober 2002

## Låtlista
| Nr | Titel                                                     | Längd |
| -- | --------------------------------------------------------- | ----- |
| 1. | Upp, upp, upp, ner                                        |       |
| 2. | Det femte hjulet (original av Philemon Arthur & the Dung) |       |
| 3. | Det femte hjulet (original av Philemon Arthur & the Dung) |       |
| 4. | Mög                                                       |       |